# Национал-социалистическое движение (Британия)

Колин Джордан на митинге NSM

«Национал-социалистическое движение» (англ. National Socialist Movement, NSM) — британская неонацистская группа, созданная 20 апреля, в день рождения Адольфа Гитлера, 1962 года Колином Джорданом; его заместителем был Джон Тиндалл. Группа откололась от «Британской национальной партии» (BNP).

## История
К февралю 1960 года «Лигу защиты белых» Джордана и «Национальная лейбористская партия» (NLP), основанная Джоном Эдвардом Бином, объединились в новую «Британскую национальную партию» (BNP) под девизом «За расу и нацию», президентом которой стал Эндрю Фаунтейн, землевладелец из Норфолка, вице-президентом — миссис Лиз, национальным организатором Джордан и одним из основателей Джон Тиндалл, также ранее работавший в LEL. Постепенно в руководстве BNP становились очевидными идеологические разногласия. В феврале 1962 года Бин представил своему национальному совету резолюцию, в которой говорилось, что «неправомерное направление тактики Джордана делает всё больший акцент на прямой ассоциации с довоенной эпохой национал-социалистической Германии, игнорируя борьбу Британии, Европы и Белого мира сегодня и в будущем». Бин и Фаунтейн видели, что главным мотивом Джордана было его восхищение нацистской Германией, которую он хотел воспроизвести в современной Британии, вместе со всеми атрибутами, такими как свастика, униформа и культ Гитлера. По их мнению, это была огромная политическая ответственность, поскольку Британия дорого заплатила материальными и человеческими жертвами во Второй мировой войне. Они хотели создать современное британское националистическое движение, занимающееся проблемами 1960-х годов. Джордан потерпел поражение: 7 голосов против 5, но отказался уйти в отставку и напомнил всем, что обладает исключительным правом на использование дома Арнольда Лиза. Тогда BNP раскололась: за Бином и Фонтейном остались название партии, журнал Combat и более 80 процентов членов; Джордан сохранил за собой штаб-квартиру Джона Тиндалла, большую часть ополченской группы «Острие», а также отделения BNP в Бирмингеме и Западном Эссексе.
Джордан переименовал свою фракцию в «Национал-социалистическое движение» (NSM), торжественно открыв его 20 апреля 1962 года, и вместе с Джоном Тиндаллом и Дени Пири начал развивать британскую неонацистскую партию со всеми атрибутами гитлеризма. Большое волнение вызвал трансатлантический телефонный звонок Джорджу Линкольну Рокуеллу, лидеру Американской нацистской партии для обмена поздравлениями. Джордан произнёс речь о «проигрыше и позоре» Британии в связи с её ролью во Второй мировой войне. В мае он стал редактором нового журнал «Национал-социалист» и опубликовал манифест NSM: «Величайшее сокровище британского народа — основа его величия в прошлом и единственная основа его в будущем — это его арийская, преимущественно нордическая кровь; и первая обязанность государства — защитить и улучшить этот остров».
Отличительными чертами NSM Джордана были расистский национализм и прославление немецкого национал-социализма. Движение неоднократно попадало в заголовки таблоидов в 1962 году. В этом году наблюдался пик общественного беспокойства по поводу иммиграции; в июле был принят новый Закон об иммиграции. 1 июля 1962 года NSM провело митинг перед четырёхтысячной толпой на Трафальгарской площади, на котором Джордан заявил: «Всё больше и больше людей каждый день открывают глаза и приходят к выводу, что Гитлер был прав. Они начинают понимать, что нашими настоящими врагами, людьми, с которыми нам следовало бы бороться, были не Гитлер и национал-социалисты Германии, а мировое еврейство и его соратники в этой стране». Джон Тиндалл заявил, что «в нашем демократическом обществе еврей подобен ядовитой личинке, питающейся телом, находящимся на поздней стадии разложения». Митинг закончился беспорядками, когда большая толпа евреев, членов Коммунистической партии и левых сторонников Кампании за ядерное разоружение (CND) штурмовала платформу. NSM утверждало, что митинг тем летом развязал расистскую борьбу. После раскола BNP Тиндалл и Джордан продолжали укреплять военизированный дух штурмовиков в NSM. В течение апреля и мая 1962 года детективы регулярно наблюдали за Джорданом, когда он возглавлял отряд «Острие» на военных манёврах, включая имитацию нападения на старую башню в Лейт-Хилл в Норт-Даунс недалеко от Доркинга в Суррее. Подобная военизированная подготовка была неотъемлемой частью идеологии NSM, основанной на опыте нацистов в Германии в 1920-е годы, поскольку Джордана и Тиндалла привлекала романтика вооружённой борьбы в случае национального кризиса. Но манёвры «Острия» были также предназначены для проверки доблести, подготовки и дисциплины британского контингента в лагере нацистского интернационала, который Джордан планировал разместить в Англии в августе 1962 года.
Созвав под эгидой NSM иностранные группы, выступающие за расизм и антисемитизм, он стремился поставить себя во главе международного нацистского движения. Нацистскую конференцию посетил и Линкольн Рокуелл, самый известный неонацист того времени. Министерство внутренних дел запретило Рокуеллу въезд в Великобританию, так что его тайное присутствие стало ещё одним рекламным ходом для британского лидера. В воскресенье утром Джордан продемонстрировал своим гостям военную доблесть подразделения «Острие». Под руководством Джона Тиндалла члены NSM в форме были дислоцированы по долине и атаковали учебные опорные пункты, воображаемые скопления противника и отбивали контратаки, в то время как Джордан, Рокуелл, Савитри Деви, бывший лейтенант СС Фред Борт и другие наблюдали за манёврами через полевой бинокль. Тогда же был создан новый неонацистский интернационал, «Всемирный союз национал-социалистов» (WUNS), организованный в соответствии с условиями Котсуолдского соглашения, согласно которому Джордан, Рокуелл и лидеры других иностранных национал-социалистических партий образовали конфедерацию. Двадцать семь делегатов, которые вместе со своими партиями стали членами-учредителями WUNS, избрали Джордана мировым фюрером, а Рокуелла — его заместителем и преемником.
Лагерь распался в результате беспорядков из-за вторжения местных жителей, а Рокуелл был впоследствии арестован в Лондоне и депортирован обратно в Соединённые Штаты. В пятницу, 10 августа, дюжина сотрудников спецподразделения совершила рейд и обыскала штаб-квартиру NSM. Подавление властями NSM фактически вывело Колина Джордана из центра деятельности WUNS на раннем этапе после его существования. 16 августа Джордану, Тиндаллу, Керр-Ричи и Пири были предъявлены обвинения в соответствии с Законом об общественном порядке в организации и оснащении военизированных формирований. Джордан был приговорён к девяти месяцам тюремного заключения, Тиндалл — к шести, а их помощники — к трём каждый. Руководство WUNS перешло к Рокуеллу и Американской нацистской партии.
Джон Тиндалл хотел разработать британскую форму национал-социализма с акцентом на патриотизме, расовой гордости и учётом современных обстоятельств. Он считал открытое поклонение Гитлеру и тщательное подражание немецкому нацизму анахроничным. Его унижение от потери невесты из-за Джордана также стало дополнительным фактором нового размежевания. В августе 1964 года Тиндалл основал «Великое британское движение» (GBM) с собственным журналом Spearhead и примерно 130 членами. После резкого разрыва и Джордан, и Тиндалл добивались признания Рокуеллом своей группы в качестве британской секции WUNS. Рокуелл встал на сторону Джордана, поскольку долгое время выступал за открытый нацизм и с подозрением относился к плану Тиндалла отказаться от свастики как политического символа. Вопрос о том, насколько открыто можно позволить себе принять нацистскую иконографию, оставался постоянной проблемой в будущем развитии британских крайне правых сил.
Заручившись поддержкой Рокуелла, Джордан завоевал репутацию ведущего теоретика национал-социализма в англо-американском мире. Джордан успешно агитировал на расистской платформе в поддержку кандидата от консерваторов против Патрика Гордона-Уокера, предполагаемого министра иностранных дел от Лейбористской партии, в Сметвике на всеобщих выборах 1964 года. Копируя использование Рокуеллом демонстрантов в обезьяньих костюмах с целью донести своё расистское послание, Джордан затем провёл собственную кампанию против Гордона-Уокера, которому снова не удалось получить место в Лейтоне на выборах в январе 1965 года. В следующие два года NSM перешло к терроризму. Нацистские боевые коммандос, набранные из NSM Джордана, BNP Фонтейна и GBM Тиндалла, атаковали еврейские объекты (тридцать четыре только в районе Лондона), громили синагоги и устроили взрывы зажигательных бомб в еврейской ешиве в Сток-Ньюингтоне, в результате чего погиб её ученик. Члены NSM попали в тюрьму за нападения на синагоги в Клэптоне, Илфорде, Килберне и Бэйсуотере; Жена Джордана, французская наследница Франсуаза Диор, в 1968 году была заключена в тюрьму на восемнадцать месяцев за сговор с целью поджечь синагогу.
Тиндалл и члены GBM были приняты в новую коалицию А. К. Честертона, которая в феврале 1967 года сформировала «Национальный фронт» (NF). Из-за своего открытого нацизма Джордан был намеренно исключён из этих переговоров Честертоном. Поэтому он не играл никакой роли в развитии новой националистической «четвёртой партии» в британской политике, которая добилась значительных результатов на выборах в 1970-х годах в ответ на панику по поводу иммиграции. Джордан оставался лидером нацистского подполья.
В январе 1967 года Джордан попал в тюрьму во второй раз. В соответствии с новым Законом о расовых отношениях 1965 года он был заключён в тюрьму на восемнадцать месяцев за публикацию подстрекательской брошюры «Цветное вторжение», направленной на пропаганду расовой розни. После своего освобождения летом 1968 года Джордан возродил уже несуществовавшее NSM как «Британское движение» (BM). По сравнению с парламентскими амбициями NF, BM должно было сконцентрироваться на мобилизации скинхедов, футбольных хулиганов и молодых городских головорезов против левых и цветных иммигрантов в центральных городах. Эта стратегия восходит к «крепким отрядам» «Имперской фашистской лиги» и к нацистским штурмовикам 1920-х годов. Целью расовых атак BM была прямая провокация вест-индийских и азиатских меньшинств в ожидании, что любые контратаки на белых вызовут массовую ответную реакцию, перерастающую в расовую войну.

## Численность
В 1966 году полиция зафиксировала, что за всю историю в NSM было всего 187 полноправных членов, а также несколько сотен сторонников и подписчиков журнала «Национал-социалист» (1962—1966). Но Searchlight утверждает, что в то или иное время в NSM участвовало 1200 человек, а максимальная одновременная численность в почти 700 человек была достигнута в 1962 году.